# Ilsa Konrads
Ilze „Ilsa” Konrads (ur. 29 marca 1944 w Rydze) – australijska pływaczka łotewskiego pochodzenia. Srebrna medalistka olimpijska z Rzymu.
Jej brat John także był pływakiem, medalistą igrzysk i rekordzistą świata. Oboje urodzili się na Łotwie, w 1944 rodzina wyjechała do Niemiec, w 1949 wyemigrowała do Australii. Specjalizowała się w stylu dowolnym. Zawody w 1960 były jej jedynymi igrzyskami olimpijskimi. Po srebro sięgnęła w sztafecie 4 × 100 m kraulem, płynęła również w eliminacjach sztafety stylem zmiennym, która w finale – w zmienionym składzie – zajęła drugie miejsce. W 1958 i 1962 stawała na podium Igrzysk Imperium Brytyjskiego i Wspólnoty Brytyjskiej. W 1971 została przyjęta do International Swimming Hall of Fame.